# Johann Wilhelm (Jülich-Kleve-Berg)

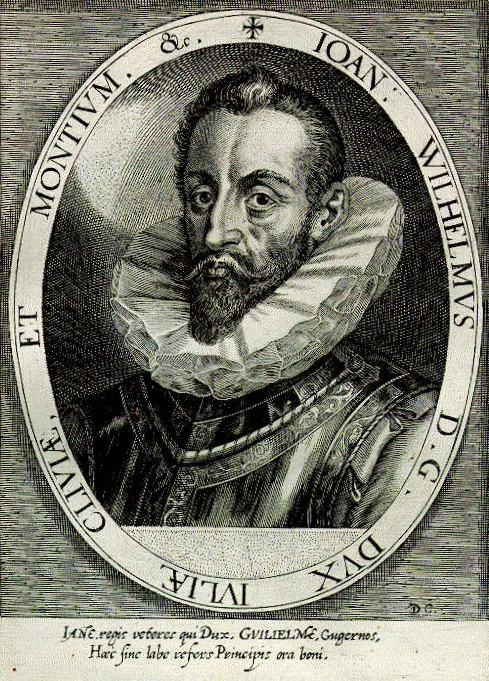
Johann Wilhelm, Kupferstich von Dominicus Custos (1600–1602)

Johann Wilhelm von Jülich-Kleve-Berg (* 29. Mai 1562; † 25. März 1609) war von 1574 bis 1585 Bischof von Münster und ab 1592 bis zu seinem Tod Herzog von Jülich-Kleve-Berg sowie Graf von Mark und Ravensberg.

## Mit elf Jahren Bischof von Münster
Da Johann Wilhelm der zweite Sohn Wilhelms V. von Jülich-Kleve und der Tochter Kaiser Ferdinands I., Maria von Habsburg, war und die Lande seines Vaters aufgrund des Vertrages zur Klever Union nicht geteilt werden durften, wurde er für den geistlichen Stand bestimmt und im Kollegiatstift St. Viktor zu Xanten, wo er späterhin Propst wurde, seit seinem neunten Jahre erzogen.
Am 4. September 1573 erhielt er ein Kanonikat am Kölner Dom. Schon zwei Jahre vorher hatte ihn Johann von Hoya, Bischof von Osnabrück, Münster und Paderborn durch Vertrag vom 23. Dezember 1571 zum Koadjutor für das Hochstift Münster angenommen. Dagegen waren die Bemühungen, ihm in gleicher Weise auch zu Osnabrück und Paderborn die Anwartschaft auf die Nachfolge zu sichern, an dem Widerstreben der betreffenden Domkapitel gescheitert. Am 5. April 1574 starb Bischof Johann; am 28. April wurde Johann Wilhelm vom münsterschen Kapitel einstimmig zum Nachfolger erwählt unter dem Vorbehalte, dass die Regierung des Stiftes bis zu seiner Mündigkeit von Bevollmächtigten des Kapitels (insbesondere dem Domscholaster Konrad von Westerholt) und der weltlichen Landstände geführt werden sollte.

## Tod des Bruders, Kampf um die Nachfolge in Münster

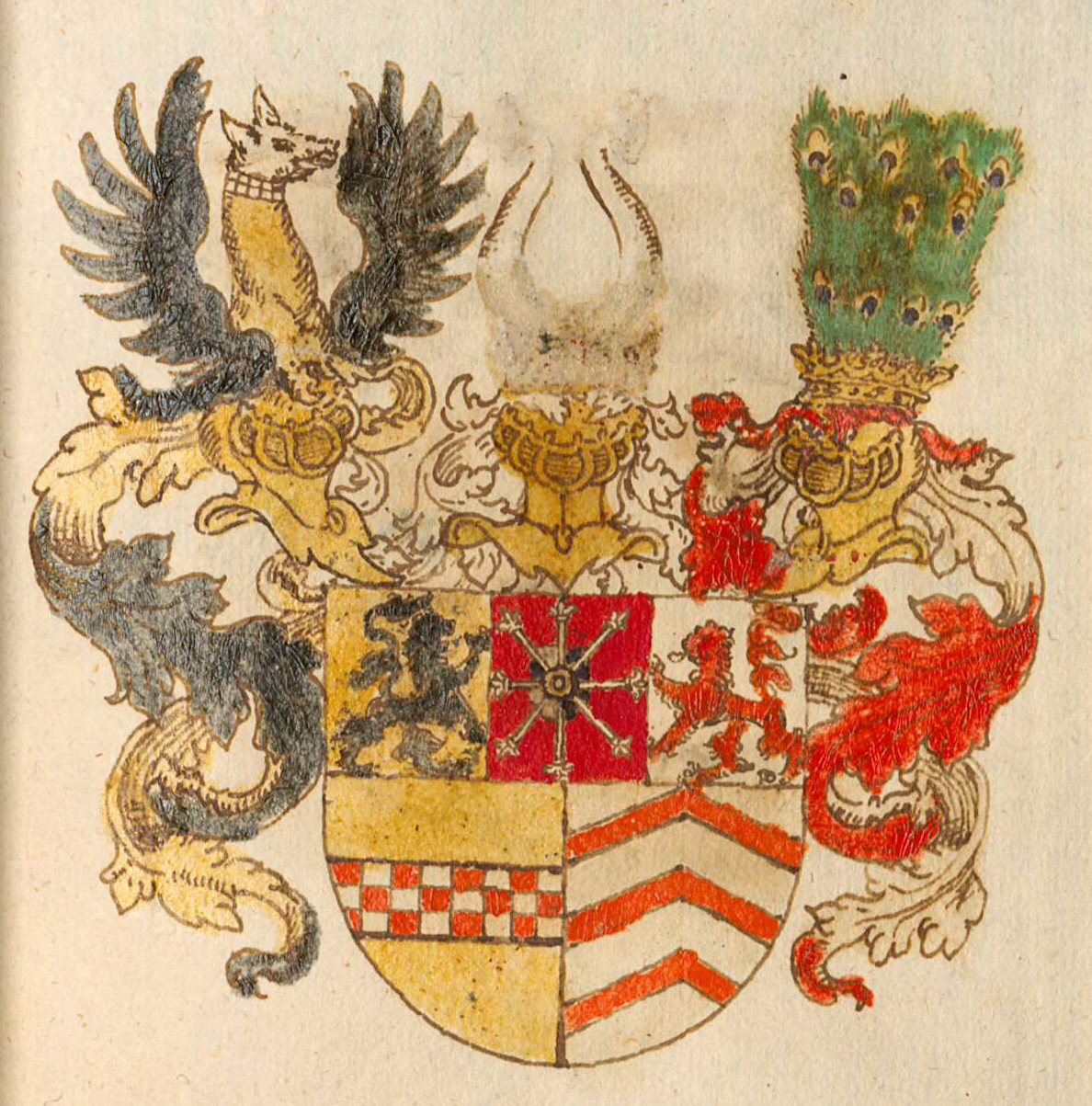
Wappen von Johann Wilhelm von Jülich-Kleve-Berg (1594)

Gleich im folgenden Jahre eröffnete jedoch der Tod seines älteren Bruders Karl Friedrich dem Prinzen die Anwartschaft auf die Vereinigten Herzogtümer und Grafschaften Jülich, Kleve, Berg, Mark und Ravensberg und brachte ihn von der geistlichen Laufbahn ab. Da das münstersche Kapitel sich nicht geneigt zeigte, das Stift einem weltlichen, regierenden Fürsten anzuvertrauen, schlug Wilhelm V. zum Nachfolger seines Sohnes dessen Vetter vor, den Herzog Ernst von Bayern, der bereits Bischof von Hildesheim war. Die älteren Domherren waren bereit, diesem Wunsche zu entsprechen; die vorzugsweise aus den jüngeren Domherren bestehende Minderheit aber, welche den gegenreformatorischen Eifer des bayerischen Hauses fürchtete, wandte sich dem Gedanken zu, den protestantisch gesinnten Erzbischof von Bremen, Herzog Heinrich von Sachsen-Lauenburg, welcher in Osnabrück an die Stelle Johanns von Hoya gewählt worden war, zu erheben.
Um die Verwirklichung dieses Planes zu verhindern und die Wahl Ernsts von Bayern durchzusetzen, wurde nun die Abdankung Johann Wilhelms im Einverständnis der Minderheit, des Hauses Bayern und des Papstes zunächst verschoben und dann, nachdem die Verzichtsurkunde unter dem 23. Februar 1577 ausgestellt war, sofort widerrufen, weil die Mehrheit, den vorher von ihr abgegebenen Erklärungen zuwider, sich anschickte, statt Ernst von Bayern den Lauenburger zu wählen.
Der Vorschlag des Jülicher Hofes, dass der Papst, um den Streit beizulegen und Zeit zu gewinnen, einstweilen Johann Wilhelm als Administrator des Stifts anerkennen möge, stieß in Rom auf Bedenken, denn man hegte dort in Bezug auf die kirchliche Gesinnung Wilhelms V. Argwohn, zweifelte deshalb daran, dass Johann Wilhelm sich der strengkirchlichen Richtung anschließen werde und fürchtete insbesondere, dass Wilhelm, wie er selbst das Abendmahl unter beiden Gestalten empfing, dasselbe auch seinem Sohne in gleicher Weise erteilen lassen werde, was, wenn dieser das Haupt eines Bistums war, ein den Restaurationsbestrebungen nachteiliges Beispiel geben und großen Anstoß erregen musste.
Gregor XIII. schickte Anfang März 1576 eigens einen Gesandten nach Kleve, um zu bewirken, dass Johann Wilhelm unter einer Gestalt kommuniziere. Wilhelm gab jedoch nur ausweichende Antwort und verschob die Abendmahlsfeier seines Sohnes, weil dieser noch „zu schwache Einsicht“ besitze. Erst Weihnachten 1578 ließ er ihn die erste Kommunion unter einer Gestalt empfangen. Hierdurch beruhigt, ernannte darauf der Papst, da sich inzwischen der Zwist im münsterschen Kapitel verschärft hatte und die Durchsetzung der Wahl Ernsts kaum zu hoffen stand, Ende 1579 Johann Wilhelm durch ein Breve zum Administrator.
Es war das ein durchaus unbefugter Eingriff, denn da Johann Wilhelm entschlossen war, nicht in den geistlichen Stand zu treten, handelte es sich nicht mehr um die vorläufige Bestätigung seiner Wahl zum Bischof, sondern um die Anordnung der weltlichen Regierung eines Reichsstiftes, über welche der Kaiser, das Kapitel und die Landstände zu bestimmen hatten.
Kaiser Rudolf II. erhob daher gegen die Anmaßung des Papstes Einsprache und versuchte im Einverständnis mit dem Erzbischof von Bremen und dessen münsterschen Anhängern, die Wahl eines seiner Brüder zu bewirken. Das missglückte jedoch ebenso wie das Unterfangen der Minderheit, dem Herzog Ernst durch Überrumpelung der Gegner den Sieg zu verschaffen. Beide Parteien einigten sich darauf – das päpstliche Breve unbeachtet lassend – unter Einwirkung der weltlichen Landstände dahin, Johann Wilhelm, als „Administrator und Gubernator der Weltlichkeit des Stiftes“ unter Beiordnung der früher mit der Regentschaft Beauftragten anzunehmen. Am 11. Mai 1580 wurde die entsprechende Urkunde ausgefertigt; Johann Wilhelm versprach hingegen, sobald er sich verheirate, vorbehaltlos abzudanken.

## Administrator des Hochstiftes Münster
Seitdem hielt er sich in Horstmar bei Münster auf. Von seiner Regierungstätigkeit ist nichts hervorzuheben, als dass er im Mai 1583 vom Rate der Stadt Münster die Zulassung der Jesuiten begehrte.
Am 2. Mai 1585 starb Erzbischof Heinrich. Da hierdurch für Ernst von Bayern die Bahn frei wurde, dankte Johann Wilhelm auf der Stelle ab.

## Heirat mit Jakobe von Baden, Konflikt mit dem Vater

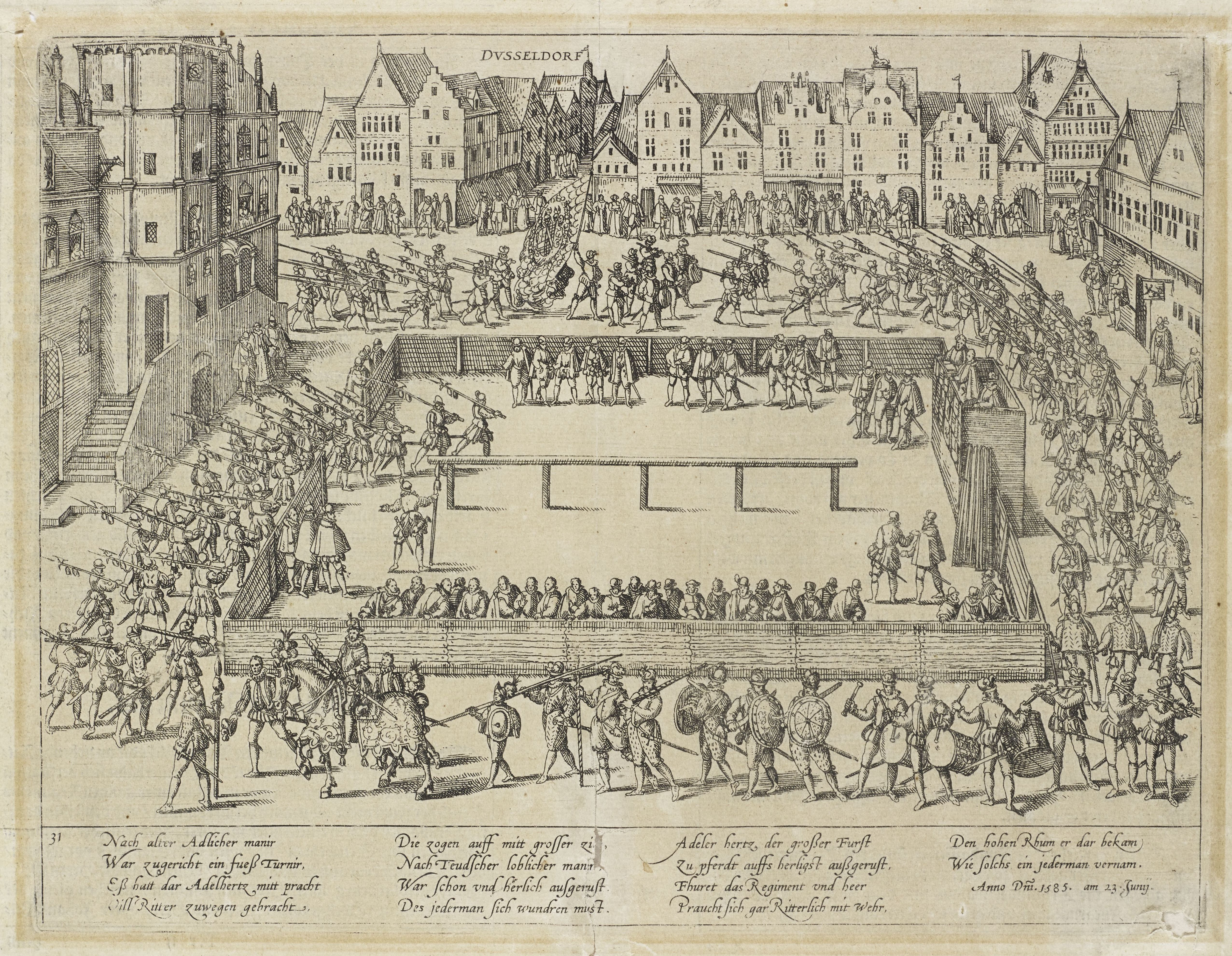
Fußturnier auf dem Marktplatz von Düsseldorf anlässlich der Hochzeit Johann Wilhelms von Jülich-Kleve-Berg mit Markgräfin Jakobe von Baden

Schon am 14. September 1584 hatte er sich mit der Markgräfin Jakobe von Baden verlobt; am 16. Juni 1585 wurde in der Schlosskapelle des Düsseldorfer Schlosses die Vermählung mit ihr vollzogen und unter ungeheurer Prachtentfaltung in der vom Truchsessischen Krieg umtobten Hauptstadt des Tripelherzogtums gefeiert. Die Heirat war herbeigeführt worden, um den Jungherzog der Restaurationspartei zu sichern.
Zunächst wandte sich dieser jedoch der Spanien abgeneigten und in kirchlicher Hinsicht vermittelnden Richtung seines Vaters zu. Erst als er auf Anmahnen Rudolfs II. 1586 zu den Regierungsgeschäften zugezogen wurde, änderte er seine Haltung. Eigenmächtig ging er nun gegen den Protestantismus in den Jülicher Landen vor. Dadurch verfeindete er sich jedoch mit den Räten seines Vaters und mit diesem selbst, der, seit langen Jahren immer wieder in Depressionen verfallend, zu argwöhnischer Sorge um die Kontrolle seiner Lande neigte.
Schon dass Johann Wilhelm in so jungen Jahren zum Administrator von Münster erhoben worden war, hatte ihn mit „etwas Widerwillen“ gegen denselben erfüllt. Jetzt kam es dahin, dass der Vater den Rat verließ, wenn er seinen Sohn dort traf. Auch mit den überwiegend evangelischen Landständen entspannten sich infolge der Restaurationsversuche des Jungherzogs heftige Streitigkeiten.

## Geisteskrankheit

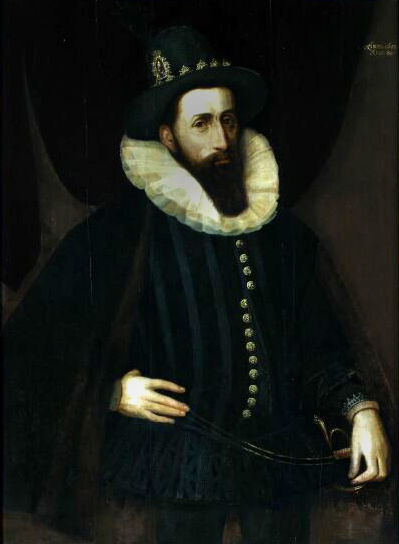
Johann Wilhelm im Alter von 43 Jahren, Johan Malthain, 1605

Diese Verhältnisse wirkten nachteilig auf den geistigen Zustand Johann Wilhelms ein. Er war, wie sich aus einem Gutachten von Reiner Solenander, dem herzoglichen Leibarzt, ergibt, von Natur an Körper und Geist schwach und hatte die krankhafte Anlage seines Vaters geerbt. Einerseits schmiedete er in wirrem Ehrgeiz allerlei Pläne, die „Ketzerei“, also den Protestantismus, in den Vereinigten Herzogtümern zu vertilgen und die Herrschaft dem Vater zu entreißen, andererseits erfüllte ihn in wachsendem Maße die Furcht, dass er von Verschwörungen und Anschlägen auf sein Leben bedroht sei.
Dass den Landständen trotz seines Widerspruchs Zugeständnisse gemacht wurden, welche eine von ihnen gebildete Regierung der fürstlichen entgegenstellten, dass er von den Staatsgeschäften völlig ausgeschlossen wurde und dass die Räte ihn und seine Gemahlin in drückender Geldnot hielten, steigerte das Leiden des Jungherzogs. Dazu kam der Kummer über die Kinderlosigkeit seiner Ehe und über die Verwüstung der Jülicher Lande durch spanisches und holländisches Kriegsvolk.
Im März und heftiger im Sommer 1589 befiel ihn angstvolle Schwermut. Am 1. Januar 1590 kam die Krankheit zum vollen Ausbruche; einige Wochen später verfiel er in Tobsucht. Seitdem blieb er wahnsinnig, doch besserte sich sein Zustand infolge der Behandlung eines aus Holland berufenen englischen Arztes seit 1597 so weit, dass man ihn aus der Haft entlassen und am 20. Juni 1599, nachdem Jakobe von Baden, seine erste Gemahlin, am 3. September 1597 ermordet worden war, mit Herzogin Antonie von Lothringen verheiraten konnte, um das Aussterben des Jülicher Mannesstammes zu verhüten.
Auch diese Ehe blieb kinderlos, obwohl Antonie und ihr Gemahl wiederholt langwierigen Exorzismen unterworfen wurden, um ihre Unfruchtbarkeit und seine, wie es scheint, in Katatonie übergegangene Geisteskrankheit zu beseitigen. Auf Vorschlag des Schwiegervaters Herzog Karl III. von Lothringen und mit Zustimmung von Kaiser Rudolf II. wurde 1605 ein solcher Exorzismus unter der Leitung des Propstes und Arztes Johannes Pistorius Niddanus auf Schloss Hambach durchgeführt.
Am 25. März 1609 starb Johann Wilhelm ohne Erben, seine Länder dem Jülich-Klevischen Erbfolgestreit zwischen seinen Schwagern bzw. deren Söhnen überlassend. Die unklare Lage nach seinem Tod wurde deutlich darin, dass der Leichnam des Verstorbenen fast zwei Jahrzehnte in einem Bleisarg in der von Alessandro Pasqualini errichteten Kapelle des Düsseldorfer Schlosses aufgebahrt und unbestattet blieb. Erst am 30. Oktober 1628 fand unter Teilnahme des Pfalzgrafen Wolfgang Wilhelm, des gesamten jülich-bergischen Hofstaats und zahlreicher weiterer Würdenträger ein Staatsbegräbnis statt, das die sterblichen Überreste des letzten Herzogs von Jülich-Kleve-Berg in einer feierlichen Prozession vom Schlosshof zur letzten Ruhestätte in die Stiftskirche St. Lambertus führte.